# Дубровка (імені Габіта Мусрепова район)
Дубро́вка (каз. Дубровка) — село у складі району імені Габіта Мусрепова Північноказахстанської області Казахстану. Входить до складу Чистопольського сільського округу, раніше входило до складу Юбілейної сільської ради.
Населення — 17 осіб (2021; 81 у 2009, 219 у 1999, 306 у 1989).
Національний склад станом на 1989 рік:
- росіяни — 27 %
- українці — 27 %
- німці — 27 %.